# Arno Setz
Arno Setz (1972) is een Nederlands theatermaker en filmer.
In 2000 maakte hij Het Elfenkind, een voorstelling over autisme. Daarna volgden diverse film/theatervoorstellingen met vaak maatschappelijke onderwerpen als hoofdthema. Een voorbeeld hiervan is Ga door! over reuma. Met liedjes uit de kleinkunstvoorstelling over reuma Doe Maar Deur trad hij onder andere op in radioprogramma Spijkers met koppen. In 2011 ontving hij de Juryprijs van de Edese Cultuurprijs, een driejaarlijkse culturele stimuleringsprijs van de gemeente Ede.
In 2015 was hij de initiator van het Popup Festival in Ede wat hij nog steeds organiseert.